# Shitskvara
Shitskvara (en georgiano: შიცკვარა; en armenio: Շիծկվարա; en abjasio: Шыцкәара) es una aldea que pertenece a la parcialmente reconocida República de Abjasia, parte del distrito de Sujumi, aunque de iure pertenece al municipio de Sojumi de la República Autónoma de Abjasia de Georgia.

## Geografía
Shitskvara se encuentra en las estribaciones montañosas de Abjasia, en el lado izquierdo del río Shitskvara, a 20 km de Sujumi. La aldea se administra desde el pueblo de Eshera.

## Historia
Los armenios llegaron de los pueblos de los alrededores en 1935.

## Demografía
La evolución demográfica de Shitskvara entre 1959 y 1989 fue la siguiente:
| 917                                                 | 1169 |
| (Fuente: Population of Abkhazia since Soviet times) |      |

Antes de la guerra de Abjasia, la mayoría de la población local eran abjasios, con minorías de armenios, tártaros y georgianos.

## Economía
Los habitantes se dedican al cultivo de tabaco, maíz y cítricos, horticultura, hortalizas, producción lechera y ganadería.

## Infraestructura

### Educación
El pueblo tenía una escuela de ocho años, una biblioteca y un club.